# Agnete Muusfeldt
Agnete Muusfeldt (født 25. december 1918, død 23. oktober 1991) var en dansk landskabsarkitekt.
Agnete Muusfeldt var uddannet havebrugskandidat fra Landbohøjskolen i 1946 og medstifter af Foreningen af Yngre Havearkitekter.
Hun arbejdede som landskabsarkitekt først på fælles tegnestue med sin mand Erik Mygind, og senere, da blev skilt i 1961, på sin egen tegnestue, mens hun dannede par med landskabsarkitekt, professor ved Landbohøjskolen Jørn Palle Schmidt. Hun tegnede grønne friarealer ved flere boligområder og haveanlæg ved institutioner, bl.a. ved LO-Skolen i Helsingør (1969-77) og ved Kildeskovshallen i Gentofte (1969-72). Sammen med landskabsarkitekt Gunver Vestergaard stod hun 1990-95 bag en fornyelse af de seks temahaver i Mindeparken ved Fredens Kirke i Herning, anlagt 1947-51 efter tegninger af landskabsarkitekt Georg Boye.
Muusfeldt har tegnet flere anlæg i Rødovre. Bl.a. istandsættes Schweizerdalsparken i 1962 efter forslag fra havearkitekt Agnete Mygind. Havearkitekt Agnete Mygind (Muusfeldt) medvirkede også ved anlæggelse af Viemoseparken i 1961-64, Korsdalsparken, det grønne område langs Korsdalsvej i 1961, Rødovre Parkvej og Rosenhaverne ved Carlsro Højhus i 1962, samt området omkring Rødovre Ny Rådhus i samarbejde med arkitekt professor Arne Jacobsen 1960-64.
Muusfeldt arbejdede i stort omfang på offentlige opgaver fra 1950'erne til 1980'erne, hvor hun i særdeleshed var aktiv konsulent for forstaden Rødovre Kommune. Projekterne her har været undladt i størstedelen af arkitekturhistorien, og i dag er værkerne knap synlige i arkitekturmagasiner og arkitekturarkiver. Nogle af hendes værker, både solo og med Mygind, opbevares i samlingen af landskabsarkitekturtegninger på Det Kongelige Bibliotek. Muusfeldt-dokumenterne på biblioteket består hovedsageligt af fotografier, som hun tog til undervisningsformål, og det inkluderer ikke mange af hendes tegninger. Der findes ikke mange spor efter Muusfeldts omfattende bestillingsopgaver for Rødovre Kommune. Som en del af den hurtige urbanisering gennem 1950'erne, besluttede Rødovre at hyre landskabsarkitekter til at designe nogen af dets mange skolers legepladser, sociale boligområder, gadebeplantning og offentlige parker. Muusfeldt blev kommunens tætte samarbejdspartner og konsulent. Valhøj Skole designede hun sammen med Mygind og arkitekterne Hans Hartvig Skaarup og Jens Marius Jespersen (1953-1961). 
Agnete Muusfeldt blev inspireret til at blive landskabsarkitekt, da hun i tidsskriftet Havekunst (senere Landskap og Landskab) 1937 læste en artikel af havearkitekt Anka Rasmussen, som var den første kvinde i Havearkitektforeningen (senere Foreningen af Danske Landskabsarkitekter). Agnete Muusfeldt meldte sig ind i Foreningen af Danske Landskabsarkitekter i 1955, hvor hun blev den fjerde kvinde i foreningen. 1961-63 sad hun i foreningens bestyrelse. 1982 blev hun udnævnt til æresmedlem. Hun var endvidere skribent og redaktør ved Havekunst og jævnlig bidragsyder til Weekendavisen.